# Real Zaragoza 2010-2011
Questa voce raccoglie le informazioni riguardanti il Real Zaragoza nelle competizioni ufficiali della stagione 2010-2011.

## Stagione
Nel precampionato il Real Saragozza dimostra di poter giocare un buon calcio e di avere le capacità per affrontare una buona stagione. Alla prima giornata di campionato pareggia a reti inviolate in casa del Deportivo La Coruña, creando comunque molte occasioni. Invece nelle giornate successive la squadra si trova costantemente nelle ultime posizioni.
Nella seconda giornata, in occasione dell'esordio stagionale alla Romareda, il Saragozza dopo 34 minuti si trova sotto di 5 reti contro il Málaga; con i gol di Edmílson, Marco Pérez e Ander Herrera riesce a ridurre lo svantaggio ma gli ospiti vincono comunque 5-3 la partita con più reti della stagione degli aragonesi.
La prima vittoria stagionale arriva in Coppa del Re il 27 ottobre in casa del Betis Siviglia, grazie a un rigore realizzato dal capitano Gabi.
La prima vittoria in campionato invece arriva soltanto il 7 novembre contro il Maiorca, quando il Saragozza vince in rimonta per 3-2 alla Romareda grazie a un altro rigore realizzato da Gabi nei minuti di recupero.
Tre giorni dopo nella partita di ritorno dei Sedicesimi di finale di Coppa del Re gli aragonesi perdono in casa per 1-2 e il Betis passa il turno grazie alla regola dei gol fuori casa.
Il 14 novembre il Saragozza perde in casa al 90' contro il Siviglia e si ritrova all'ultimo posto in classifica con 7 punti. Viene esonerato l'allenatore José Aurelio Gay e prende il suo posto Javier Aguirre, rimasto senza squadra dopo aver lasciato la Nazionale messicana dopo i Mondiali.
All'esordio Aguirre pareggia 1-1 a Madrid contro il Getafe: L'ex Adrián Colunga pareggia la partita con un rigore dopo che gli aragonesi si erano portati in vantaggio con Bertolo.
Il Saragozza ottiene quindi altri due pareggi fuori casa contro Osasuna e Almería e due sconfitte casalinghe contro le "grandi" Real Madrid e Villarreal. Il Saragozza conclude il 2010 con 10 punti in classifica.
Il mese della svolta è gennaio: sempre sostenuti dalla tifoseria gli aragonesi vincono quattro partite su cinque, contro Real Sociedad, Levante, Deportivo e Málaga, la vittoria contro questi ultimi,in rimonta alla Rosaleda, è la prima fuori casa in campionato.
Con Aguirre la squadra diventa difficile da battere e migliora nella fase difensiva. Anche i campioni del Barcellona al Camp Nou faticano a imporsi contro il Saragozza e vincono solo 1-0 grazie a un gol di Seydou Keita.
Nella partita successiva gli aragonesi vincono 4-0 contro il più quotato Valencia grazie ai gol di Jirí Jarošík, Ander Herrera e a una doppietta di Gabi.
Il 30 aprile il Saragozza ottiene una vittoria storica in casa del Real Madrid, che fino a quel momento in campionato aveva perso solo una partita in casa. L'eroe della partita è Ángel Lafita, che segna una doppietta e si procura un rigore. La squadra aragonese sbanca il Santiago Bernabéu con il risultato di 3-2 per la prima volta dal mese di dicembre del 1999, e ottiene punti fondamentali per la salvezza.
Il campionato 2010-2011 è particolarmente competitivo: i punti in classifica guadagnati dal Real Saragozza in un'altra stagione sarebbero sufficienti per far raggiungere agli aragonesi la salvezza, invece nelle ultime giornate del campionato si trovano ancora nel pieno della lotta per non retrocedere.
Nelle ultime due giornate gli aragonesi sono obbligati a vincere, ci riescono il 15 maggio alla Romareda battendo l'Espanyol per 1-0 con un gol di Leonardo Ponzio, e il 21 maggio si preparano ad affrontare la sfida decisiva contro il Levante.
La squadra arriva a Valencia sostenuta da circa 10.000 tifosi, si tratta di una delle trasferte più seguite della storia della Liga e di quella più seguita della storia del Real Saragozza, escluse le finali di Coppa del Re e Coppa delle Coppe. Una doppietta del capitano manda in delirio i 10000 tifosi e regala agli aragonesi la permanenza in massima serie anche per la stagione 2011-2012.

## Maglie e sponsor
Nella stagione 2010-2011 lo sponsor tecnico è ancora Adidas mentre sulla maglia compare il logo dell'associazione benefica "Proniño", sostenuta dalla compagnia di telecomunicazioni spagnola Telefónica, che è impegnata nella lotta al lavoro minorile in America Latina.
| Casa | Trasferta | Terza |  |

## Rosa 2010-2011
| N. |                      | Ruolo | Calciatore              |
| -- | -------------------- | ----- | ----------------------- |
| 1  | Spagna (bandiera)    | P     | Toni Doblas             |
| 2  | Uruguay (bandiera)   | D     | Carlos Diogo            |
| 3  | Spagna (bandiera)    | D     | Javier Paredes          |
| 4  | Italia (bandiera)    | D     | Matteo Contini          |
| 5  | Brasile (bandiera)   | C     | Edmílson                |
| 6  | Italia (bandiera)    | D     | Maurizio Lanzaro        |
| 7  | Spagna (bandiera)    | C     | Jorge López             |
| 8  | Spagna (bandiera)    | C     | Ander Herrera           |
| 9  | Nigeria (bandiera)   | A     | Ikechukwu Uche          |
| 10 | Argentina (bandiera) | C     | Nicolás Bertolo         |
| 11 | Francia (bandiera)   | A     | Florent Sinama-Pongolle |
| 14 | Spagna (bandiera)    | C     | Gabi (capitano)         |
| 15 | Senegal (bandiera)   | C     | {{{nome}}}              |

| N. |                        | Ruolo | Calciatore       |
| -- | ---------------------- | ----- | ---------------- |
| 16 | Spagna (bandiera)      | A     | Braulio Nóbrega  |
| 17 | Spagna (bandiera)      | C     | Ángel Lafita     |
| 18 | Colombia (bandiera)    | A     | Marco Pérez      |
| 19 | Paraguay (bandiera)    | D     | {{{nome}}}       |
| 20 | Paesi Bassi (bandiera) | C     | Saïd Boutahar    |
| 21 | Rep. Ceca (bandiera)   | C     | Jiří Jarošík     |
| 22 | Ungheria (bandiera)    | C     | Ádám Pintér      |
| 23 | Argentina (bandiera)   | C     | Leonardo Ponzio  |
| 24 | Serbia (bandiera)      | D     | Ivan Obradović   |
| 25 | Argentina (bandiera)   | P     | Leo Franco       |
| 26 | Spagna (bandiera)      | D     | Víctor Laguardia |
| 27 | Spagna (bandiera)      | C     | {{{nome}}}       |
| 38 | Spagna (bandiera)      | A     | {{{nome}}}       |

### In prestito
| N. |                    | Ruolo | Calciatore      |
| -- | ------------------ | ----- | --------------- |
|    | Spagna (bandiera)  | D     | Raúl Goni       |
|    | Brasile (bandiera) | D     | Pablo de Barros |

## Calciomercato

### Campagna acquisti estiva
Alla guida della squadra viene confermato José Aurelio Gay, che nella stagione precedente è subentrato a Marcelino García Toral e ha portato la squadra lontano dalla zona retrocessione.
Cambiano sia il primo che il secondo portiere, infatti Roberto e Juan Pablo Carrizo alla fine dei prestiti che li legano al Saragozza tornano rispettivamente all'Atlético Madrid e alla Lazio.
Al loro posto arrivano Leo Franco dal Galatasaray e Toni Doblas, che aveva già giocato con il Saragozza in Segunda División nella stagione 2008-2009, dall'Huesca.
In difesa vengono confermati Matteo Contini, che viene riscattato dal Napoli, e Jiří Jarošík; entrambi erano arrivati nel mercato di gennaio della stagione precedente e avevano formato un buon muro difensivo. Arriva, dopo essersi svincolato dalla Reggina, l'altro italiano Maurizio Lanzaro. Lasciano la squadra Pablo Amo, Pulido e Babic. Il giovane Raúl Goni viene ceduto in prestito al Real Madrid Castilla.
A centrocampo Abel Aguilar al termine del prestito torna all'Udinese che lo cede definitivamente all'Hércules ed Eliseu torna alla Lazio che lo cede al Málaga. Dai Paesi Bassi arriva Saïd Boutahar, dall'Ungheria Ádám Pintér e dal Palermo Nico Bertolo, che prende la maglia numero 10.
Le novità maggiori sono nel reparto offensivo: con la fine del prestito lasciano la squadra Humberto "Chupete" Suazo e Adrián Colunga, che con i loro gol nel girone di ritorno avevano contribuito più di tutti a raggiungere la salvezza e Javier Arizmendi viene acquistato dal Getafe. Al loro posto arrivano Florent Sinama-Pongolle e il giovane attaccante colombiano Marco Pérez.

### Campagna acquisti invernale
A gennaio Jermaine Pennant, in prestito allo Stoke City dall'inizio della stagione, viene riscattato dagli inglesi.
Viene acquistato dal Sunderland l'esperto difensore paraguaiano Paulo da Silva. Arriva anche il senegalese Guirane N'Daw, in prestito dal Saint-Étienne.

### Sessione estiva (dal 1/7 al 31/8)
| Acquisti | Acquisti                | Acquisti         | Acquisti   |
| R.       | Nome                    | da               | Modalità   |
| -------- | ----------------------- | ---------------- | ---------- |
| C        | Nicolás Bertolo         | Palermo          | prestito   |
| A        | Florent Sinama-Pongolle | Sporting Lisbona | prestito   |
| C        | Ádám Pintér             | MTK Budapest     | definitivo |
| D        | Maurizio Lanzaro        | svincolato       | definitivo |
| D        | Matteo Contini          | Napoli           | riscatto   |
| P        | Leo Franco              | svincolato       | definitivo |
| P        | Toni Doblas             | svincolato       | definitivo |
| A        | Marco Pérez             | Boyacá Chicó     | prestito   |
| C        | Saïd Boutahar           | Willem II        | definitivo |

| Cessioni | Cessioni                  | Cessioni          | Cessioni      |
| R.       | Nome                      | a                 | Modalità      |
| -------- | ------------------------- | ----------------- | ------------- |
| P        | Juan Pablo Carrizo        | Lazio             | fine prestito |
| A        | Eliseu Pereira dos Santos | Lazio             | fine prestito |
| A        | Humberto Suazo            | Monterrey         | fine prestito |
| A        | Adrián Colunga            | Recreativo Huelva | fine prestito |
| D        | Pablo Amo                 | Panserraïkos      | definitivo    |
| D        | Raúl Goni                 | Real M. Castilla  | prestito      |
| D        | Francisco Pavón           | Arles             | definitivo    |
| D        | Rubén Pulido              | Asteras Tripolīs  | definitivo    |
| A        | Javier Arizmendi          | Getafe            | definitivo    |
| D        | Pablo de Barros           | Cruzeiro          | prestito      |
| C        | Marko Babić               | svincolato        | definitivo    |
| C        | Franck Songo'o            | svincolato        | definitivo    |

### Sessione invernale (dal 1/1 al 31/1)
| Acquisti | Acquisti       | Acquisti      | Acquisti   |
| R.       | Nome           | da            | Modalità   |
| -------- | -------------- | ------------- | ---------- |
| D        | Paulo da Silva | Sunderland    | definitivo |
| C        | Guirane N'Daw  | Saint-Étienne | prestito   |

| Cessioni | Cessioni         | Cessioni   | Cessioni          |
| R.       | Nome             | a          | Modalità          |
| -------- | ---------------- | ---------- | ----------------- |
| C        | Jermaine Pennant | Stoke City | riscatto prestito |

## Risultati

### Liga

#### Girone di andata
| La Coruña 29 agosto 2010, ore 17:00 CEST 1ª giornata | Deportivo La Coruña        | 0 – 0 referto | Real Saragozza | Stadio Riazor\| Arbitro: \| Fernando Teixeira Vitienes \| |
| Arbitro:                                             | Fernando Teixeira Vitienes |               |                |                                                           |

| Arbitro: | Antonio Mateu Lahoz |

|                                                |           |                                                            |
| Edmílson 40’ Marco Pérez 68’ Ander Herrera 80’ | Marcatori | 1’, 27’ Fernando Fernández 7’, 29’ Juanmi 34’ Owusu-Abeyie |

| Arbitro: | José Luis González González |

|                            |           |  |
| Henrique 76’ Nahuelpan 90’ | Marcatori |  |

| Saragozza 22 settembre 2010, ore 20:00 CEST 4ª giornata | Real Saragozza              | 0 – 0 referto | Hércules | La Romareda\| Arbitro: \| Ignacio Iglesias Villanueva \| |
| Arbitro:                                                | Ignacio Iglesias Villanueva |               |          |                                                          |

| Arbitro: | César Muñiz Fernández |

|                 |           |  |
| Diego Costa 20’ | Marcatori |  |

| Arbitro: | Miguel Ángel Ayza Gámez |

|                          |           |                                              |
| Sinama-Pongolle 56’, 61’ | Marcatori | 32’ (aut.) Obradović 48’ (rig.) Diego Castro |

| Arbitro: | Rafael Ramírez Domínguez |

|                                  |           |             |
| Iraola 11’ Fernando Llorente 23’ | Marcatori | 90’ Braulio |

| Arbitro: | Miguel Ángel Pérez Lasa |

|  |           |                |
|  | Marcatori | 42’, 66’ Messi |

| Arbitro: | Carlos Delgado Ferreiroin |

|                    |           |            |
| Lanzaro 43’ (aut.) | Marcatori | 2’ Lanzaro |

| Arbitro: | José Luis Paradas Romero |

|                                        |           |                      |
| Lafita 56’ Bertolo 84’ Gabi 90’ (rig.) | Marcatori | 19’ Webó 60’ Pereira |

| Arbitro: | César Muñiz Fernández |

|             |           |                              |
| Bertolo 53’ | Marcatori | 28’ Luís Fabiano 90’ Negredo |

| Arbitro: | Fernando Teixeira Vitienes |

|                    |           |             |
| Colunga 48’ (rig.) | Marcatori | 33’ Bertolo |

| Arbitro: | Carlos Velasco Carballo |

|  |           |                                 |
|  | Marcatori | 9’ Senna 18’ Cazorla 65’ Nilmar |

| Arbitro: | Miguel Ángel Ayza Gámez |

|            |           |            |
| Piatti 78’ | Marcatori | 67’ (rig.) |

| Arbitro: | Rafael Ramírez Domínguez |

|                 |           |                                             |
| Gabi 53’ (rig.) | Marcatori | 14’ Özil 44’ Cristiano Ronaldo 46’ Di María |

| Pamplona 19 dicembre 2010, ore 17:00 CET 16ª giornata | Osasuna             | 0 – 0 referto | Real Saragozza | Stadio Reyno de Navarra\| Arbitro: \| Antonio Mateu Lahoz \| |
| Arbitro:                                              | Antonio Mateu Lahoz |               |                |                                                              |

| Arbitro: | Fernando Teixeira Vitienes |

|                                 |           |            |
| Sinama-Pongolle 10’ Braulio 90’ | Marcatori | 33’ Prieto |

| Arbitro: | César Muñiz Fernández |

|                                                         |           |  |
| Osvaldo 8’ L.García 30’ (rig.) Vázquez 33’ S.García 86’ | Marcatori |  |

| Arbitro: | Alfonso Javier Álvarez Izquierdo |

|          |           |  |
| Gabi 45’ | Marcatori |  |

#### Girone di ritorno
| Arbitro: | David Fernández Borbalán |

|              |           |  |
| Boutahar 38’ | Marcatori |  |

| Arbitro: | Miguel Ángel Peréz Lasa |

|          |           |                                           |
| Duda 15’ | Marcatori | 39’ (aut.) Stadsgaard 86’ Sinama-Pongolle |

| Arbitro: | David Fernández Borbalán |

|              |           |               |
| Boutahar 39’ | Marcatori | 13’ Christian |

| Arbitro: | Carlos Velasco Carballo |

|                           |           |            |
| Farinós 80’ Trezeguet 87’ | Marcatori | 4’ Braulio |

| Arbitro: | Carlos Delgado Ferreiro |

|  |           |            |
|  | Marcatori | 65’ Agüero |

| Gijón 26 febbraio 2011, ore 18:00 CET 25ª giornata | Sporting Gijón             | 0 – 0 referto | Real Saragozza | El Molinón\| Arbitro: \| Eduardo Iturralde González \| |
| Arbitro:                                           | Eduardo Iturralde González |               |                |                                                        |

| Arbitro: | Alberto Undiano Mallenco |

|                      |           |              |
| Jarošík 48’ Uche 55’ | Marcatori | 18’ Llorente |

| Arbitro: | Fernando Teixeira Vitienes |

|           |           |  |
| Keita 42’ | Marcatori |  |

| Arbitro: | José Luis González González |

|                                                    |           |  |
| Jarošík 4’ Herrera 39’ Gabi 64’ (rig.), 74’ (rig.) | Marcatori |  |

| Arbitro: | Alfonso Javier Álvarez Izquierdo |

|               |           |  |
| de Guzmán 66’ | Marcatori |  |

| Arbitro: | Ignacio Iglesias Villanueva |

|                                                   |           |             |
| Perotti 42’ Kanouté 55’ (rig.) Negredo 89’ (rig.) | Marcatori | 46’ Jarošík |

| Arbitro: | Xavier Estrada Fernández |

|                        |           |              |
| Ponzio 13’ Bertolo 34’ | Marcatori | 45’ Casquero |

| Arbitro: | Javier Turienzo Álvarez |

|                  |           |  |
| Rossi 71’ (rig.) | Marcatori |  |

| Arbitro: | César Muñiz Fernández |

|                 |           |  |
| Gabi 71’ (rig.) | Marcatori |  |

| Arbitro: | Miguel Ángel Ayza Gámezgna |

|                       |           |                                 |
| Ramos 62’ Benzema 85’ | Marcatori | 41’, 78’ Lafita 55’ (rig.) Gabi |

| Arbitro: | Eduardo Iturralde González |

|            |           |                                 |
| Lafita 14’ | Marcatori | 62’ Camuñas 69’ Sergio 80’ Sola |

| Arbitro: | Alfonso Javier Álvarez Izquierdogna |

|                         |           |                 |
| Tamudo 23’ Aranburu 87’ | Marcatori | 53’ (rig.) Gabi |

| Arbitro: | José Luis González González |

|            |           |  |
| Ponzio 51’ | Marcatori |  |

| Arbitro: | David Fernández Borbalángna |

|            |           |               |
| Stuani 80’ | Marcatori | 39’, 73’ Gabi |

### Coppa del Re

#### Sedicesimi di finale
| Siviglia 27 ottobre 2010, ore 22:00 CEST Andata   | Real Betis | 0 – 1 referto   | Real Saragozza | Stadio Manuel Ruiz de Lopera |
| \| \| \| \| \| \| Marcatori \| 16’ (rig.) Gabi \| |            |                 |                |                              |
|                                                   |            |                 |                |                              |
|                                                   | Marcatori  | 16’ (rig.) Gabi |                |                              |

| Saragozza 10 novembre 2010, ore 20:00 CET Ritorno                                 | Real Saragozza | 1 – 2 referto                       | Real Betis | La Romareda |
| \| \| \| \| \| Jarošík 15’ \| Marcatori \| 11’ (aut.) Contini 36’ Rubén Castro \| |                |                                     |            |             |
|                                                                                   |                |                                     |            |             |
| Jarošík 15’                                                                       | Marcatori      | 11’ (aut.) Contini 36’ Rubén Castro |            |             |

## Statistiche

### Statistiche di squadra
| Competizione     | Punti | In casa | In casa | In casa | In casa | In casa | In casa | In trasferta | In trasferta | In trasferta | In trasferta | In trasferta | In trasferta | Totale | Totale | Totale | Totale | Totale | Totale | DR  |
| Competizione     | Punti | G       | V       | N       | P       | Gf      | Gs      | G            | V            | N            | P            | Gf           | Gs           | G      | V      | N      | P      | Gf     | Gs     | DR  |
| ---------------- | ----- | ------- | ------- | ------- | ------- | ------- | ------- | ------------ | ------------ | ------------ | ------------ | ------------ | ------------ | ------ | ------ | ------ | ------ | ------ | ------ | --- |
| Primera División | 45    | 19      | 9       | 3       | 7       | 26      | 27      | 19           | 3            | 6            | 10           | 14           | 26           | 38     | 12     | 9      | 17     | 40     | 53     | -13 |
| Coppa del Re     | -     | 1       | 0       | 0       | 1       | 1       | 2       | 1            | 1            | 0            | 0            | 1            | 0            | 2      | 1      | 0      | 1      | 2      | 2      | 0   |
| Totale           | -     | 20      | 9       | 3       | 8       | 27      | 29      | 20           | 4            | 6            | 10           | 15           | 26           | 40     | 13     | 9      | 18     | 42     | 55     | -13 |

### Statistiche dei giocatori
| Giocatore          | Liga     | Liga | Liga        | Liga       | Coppa del Re | Coppa del Re | Coppa del Re | Coppa del Re | Totale   | Totale | Totale      | Totale     |
| Giocatore          | Presenze | Reti | Ammonizioni | Espulsioni | Presenze     | Reti         | Ammonizioni  | Espulsioni   | Presenze | Reti   | Ammonizioni | Espulsioni |
| ------------------ | -------- | ---- | ----------- | ---------- | ------------ | ------------ | ------------ | ------------ | -------- | ------ | ----------- | ---------- |
| N. Bertolo         | 36       | 4    | 3           | 0          | 1            | 0            | 0            | 0            | 37       | 4      | 3           | 0          |
| S. Boutahar        | 21       | 2    | 1           | 0          | 2            | 0            | 0            | 0            | 23       | 2      | 1           | 0          |
| Braulio            | 27       | 3    | 5           | 0          | 2            | 0            | 1            | 0            | 29       | 3      | 6           | 0          |
| M. Contini         | 24       | 0    | 10          | 1          | 1            | 0            | 1            | 0            | 25       | 0      | 11          | 1          |
| P. da Silva        | 13       | 0    | 1           | 0          | -            | -            | -            | -            | 13       | 0      | 1           | 0          |
| C. Diogo           | 33       | 0    | 13          | 0          | 2            | 0            | 1            | 0            | 35       | 0      | 14          | 0          |
| T. Doblas          | 18       | -21  | 3           | 1          | 2            | -2           | 0            | 0            | 20       | -23    | 3           | 1          |
| Edmílson           | 12       | 1    | 3           | 0          | 2            | 0            | 0            | 0            | 14       | 1      | 3           | 0          |
| L. Franco          | 23       | -30  | 0           | 0          | 0            | 0            | 0            | 0            | 23       | -30    | 0           | 0          |
| Gabi               | 36       | 11   | 15          | 0          | 2            | 1            | 1            | 0            | 38       | 12     | 16          | 0          |
| A. Herrera         | 33       | 2    | 13          | 2          | 2            | 0            | 0            | 0            | 35       | 2      | 13          | 2          |
| J. Jarošík         | 36       | 3    | 6           | 1          | 2            | 1            | 1            | 0            | 38       | 4      | 7           | 1          |
| K. Lacruz          | 3        | 0    | 1           | 0          | 0            | 0            | 0            | 0            | 3        | 0      | 1           | 0          |
| Á. Lafita          | 30       | 4    | 4           | 0          | 2            | 1            | 0            | 0            | 32       | 5      | 4           | 0          |
| M. Lanzaro         | 17       | 1    | 8           | 0          | 1            | 0            | 0            | 0            | 18       | 1      | 8           | 0          |
| J. López           | 27       | 0    | 2           | 0          | 1            | 0            | 0            | 0            | 28       | 0      | 2           | 0          |
| G. N'Daw           | 9        | 1    | 0           | 0          | -            | -            | -            | -            | 9        | 1      | 0           | 0          |
| I. Obradović       | 20       | 0    | 5           | 0          | 1            | 0            | 0            | 0            | 21       | 0      | 5           | 0          |
| J. Paredes         | 19       | 0    | 8           | 0          | 1            | 0            | 0            | 0            | 20       | 0      | 8           | 0          |
| M. Pérez           | 16       | 1    | 0           | 0          | 2            | 0            | 0            | 0            | 18       | 1      | 0           | 0          |
| Á. Pintér          | 9        | 0    | 2           | 1          | 0            | 0            | 0            | 0            | 9        | 0      | 2           | 1          |
| L. Ponzio          | 32       | 2    | 13          | 2          | 1            | 0            | 1            | 0            | 33       | 2      | 14          | 2          |
| F. Sinama-Pongolle | 24       | 4    | 4           | 0          | 0            | 0            | 0            | 0            | 24       | 4      | 4           | 0          |
| I. Uche            | 14       | 1    | 2           | 1          | 2            | 0            | 0            | 0            | 16       | 1      | 2           | 1          |